# Georges de Scudéry
Georges de Scudéry (eller Scudéri), född den 22 augusti 1601 i Le Havre, död den 14 maj 1667 i Paris, var en fransk författare, bror till Madeleine de Scudéry.
de Scudéry deltog först som officer i ett par fälttåg, men lämnade tjänsten och slog sig 1630 ned i Paris för att ägna sig åt litteraturen. Åren 1644-47 vistades han emellertid i Marseille som fästningskommendant. Han utgav Oeuvres och Poésies 1631 och debuterade samma år på teatern med Lygdamon et Lydias samt skrev sedan ett stort antal tragedier, tragikomedier och komedier, av vilka många på sin tid mottogs med stort bifall, men numera erbjuder de endast historiskt intresse. De vann publikens bevågenhet dels genom rikedom på äventyr, dels genom romanesk uppfattning av kärleken. I tragedierna bemödar de Scudéry sig att iakttaga de tre reglerna i klassicismens estetik. Bland de mest bekanta av hans dramer kan nämnas La comédie des comédiens (1634), tragikomedien L'amour tyrannique (1638), som spelades på Richelieus teater och som författaren ansåg vida överträffa Corneilles "Cid", och L'illustre Bassa ou Ibrahim (1642). Mest bekant är de Scudéry numera genom sitt deltagande i striden mot Corneilles "Cid", under vilken han uppträdde med Observations sur le Cid (1637) och Lettre de Scudéry à l'illustre académie. Han intogs i Franska akademien 1650 och utgav 1654 eposet Alaric ou Rome vaincue; hans framgång upphörde med hans deltagande i fronden på Condés sida, varför han 1654 förvisades till Normandie, där han ingick ett förmöget gifte. När han 1661 återkom till Paris, höll en ny anda på att bryta igenom i litteraturen genom Boileaus, Molières och Racines uppträdande. de Scudéry upphörde att skriva. Johan Mortensen skriver i Nordisk familjebok: "Som människa var S. en hedersman, men narraktigt fåfäng, påminnande om den storskrytande soldaten i tidens komedier."